# Livens Projector
Il Livens Projector era un lanciabombe a comando elettrico che, usato in batterie da centinaia di pezzi, permetteva di lanciare una salva contemporanea di proietti non stabilizzati caricati di fosgene liquido od olio combustibile; i proietti esplodevano al contatto col terreno e la piccola carica esplosiva spargeva una vasta nube di gas asfissiante o una estensione di olio in fiamme sulle trincee nemiche.
Durante la prima guerra mondiale il Livens Projector divenne, con l'abbandono delle emissioni di gas da bombole, l'arma principale della Special Brigade per la diffusione di agenti chimici e rimase nell'arsenale britannico fino ai primi mesi della seconda guerra mondiale.

## Storia
Il Livens Projector prende il nome dal suo inventore, l'ufficiale del genio britannico William Howard Livens. Livens, prima del lanciabombe, aveva sviluppato un lanciafiamme da assedio utilizzato nei primi giorni della battaglia della Somme.
Gli aggressivi chimici utilizzati durante la prima guerra mondiale erano stati veicolati da proiettili d'artiglieria o mediante bombole di gas in pressione che, accumulate lungo la prima linea, venivano aperte contemporaneamente per generare una nube di gas che avrebbe dovuto, grazie ad una brezza favorevole, raggiungere le trincee nemiche (la Special Brigade britannica sviluppò nel 1918 anche un metodo di emissione di gas da bombole trasportate in linea su vagoni a scartamento ridotto)
Livens era al comando della Z company, la compagnia della Special Brigade incaricata dell'uso dei lanciafiamme. I lanciafiamme dell'epoca avevano scarso successo contro postazioni ben fortificate, durante la battaglia della Somme, la compagnia Z si trovò ad affrontare un fortino tedesco che resisteva agli attacchi convenzionali, Livens improvvisò una grande bottiglia Molotov formata da due taniche da venti litri che ebbe successo nel piegare la difesa del fortino. L'episodio suggerì a Livens, incoraggiato dal suo commilitone Harry Strange, a cercare un metodo per lanciare liquido infiammabile in contenitori. Livens decise di sviluppare un mortaio semplificato in grado di lanciare una bombola da 11 litri (tre galloni) di olio combustibile dotata di una carica d'innesco che si incendiava all'impatto con il suolo. Il progetto di Livens fu notato dal generale Hubert Gough, comandante della Vª armata britannica, che appoggiò la sua realizzazione.
Il primo utilizzo operativo fu il 25 luglio del 1916 a Ovillers-la-Boisselle durante la battaglia della Somme, la Z Company utilizzò 80 lanciabombe Livens in appoggio dell'attacco australiano a Pozières. La prima versione aveva una gittata limitata, tanto da dover installare i lanciabombe nella terra di nessuno, ma il risultato del lancio fu in grado di silenziare i nidi di mitragliatrice tedeschi.
La Z Company sviluppò rapidamente il Livens Projector, aumentando la gittata da 350 iarde (320,0 m) a 1 300 iarde (1 188,7 m) e dotandolo di comando di sparo elettrico. Quest'ultima versione fu utilizzata, con successo, nella battaglia di Messines nel giugno 1917.
Il successivo sviluppo permise l'impiego, oltre all'olio combustibile, di gas liquefatti velenosi. Questo nuovo sviluppo fu sperimentato in segreto a Thiepval nel settembre 1916 e a Beaumont-Hamel a novembre. Il Livens Projector era in grado di creare una nube densa di gas venefico corrispondente a numerosi proietti d'artiglieria. Installando schiere di lanciabombe Livens, controllati elettricamente, si poteva lanciare una salva improvvisa di gas che poteva cogliere il nemico di sorpresa prima che potesse indossare la maschera antigas.
Furono sviluppati altri tipi di proietti per assolvere varie funzioni, caricati con varie sostanze: residui della lavorazione del cotone mischiati ad olio combustibile (per creare un'area incendiata ed un'intensa barriera fumogena), termite, fosforo bianco, alto esplosivo e sostanze maleodoranti quali l'olio di Dippel e l'acetato di amile. Le sostanze maleodoranti furono utilizzate per prolungare l'allarme nel nemico e costringerlo a mantenere le maschere antigas alternando le sostanze maleodoranti con il fosgene, l'adamsite o la cloropicrina. Fu sviluppato anche un proietto contenente numerose bombe a mano che si spargevano all'impatto con il suolo.

## Descrizione ed impiego

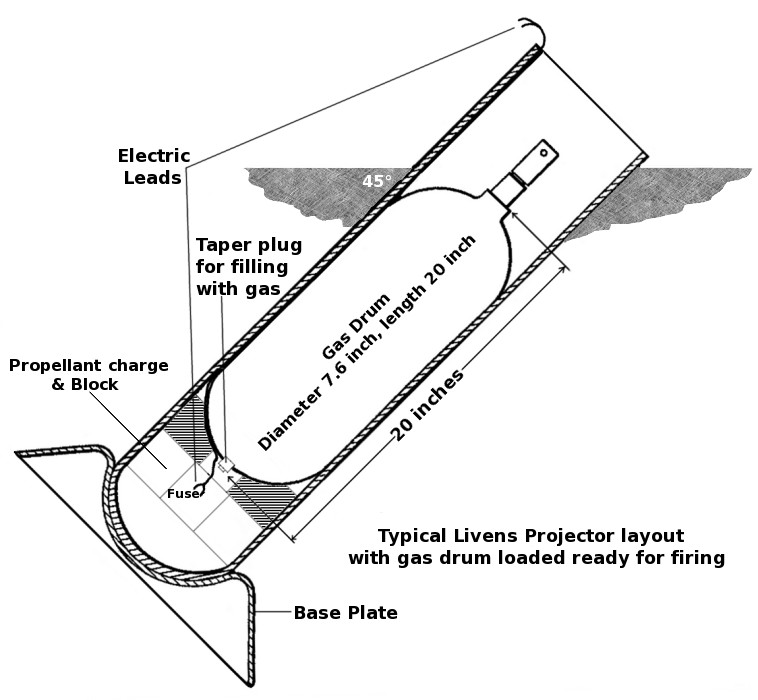
Diagramma

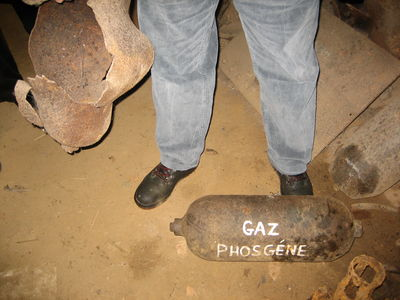
Un proietto Livens caricato a fosgene rinvenuto nei campi della Somme, 2006

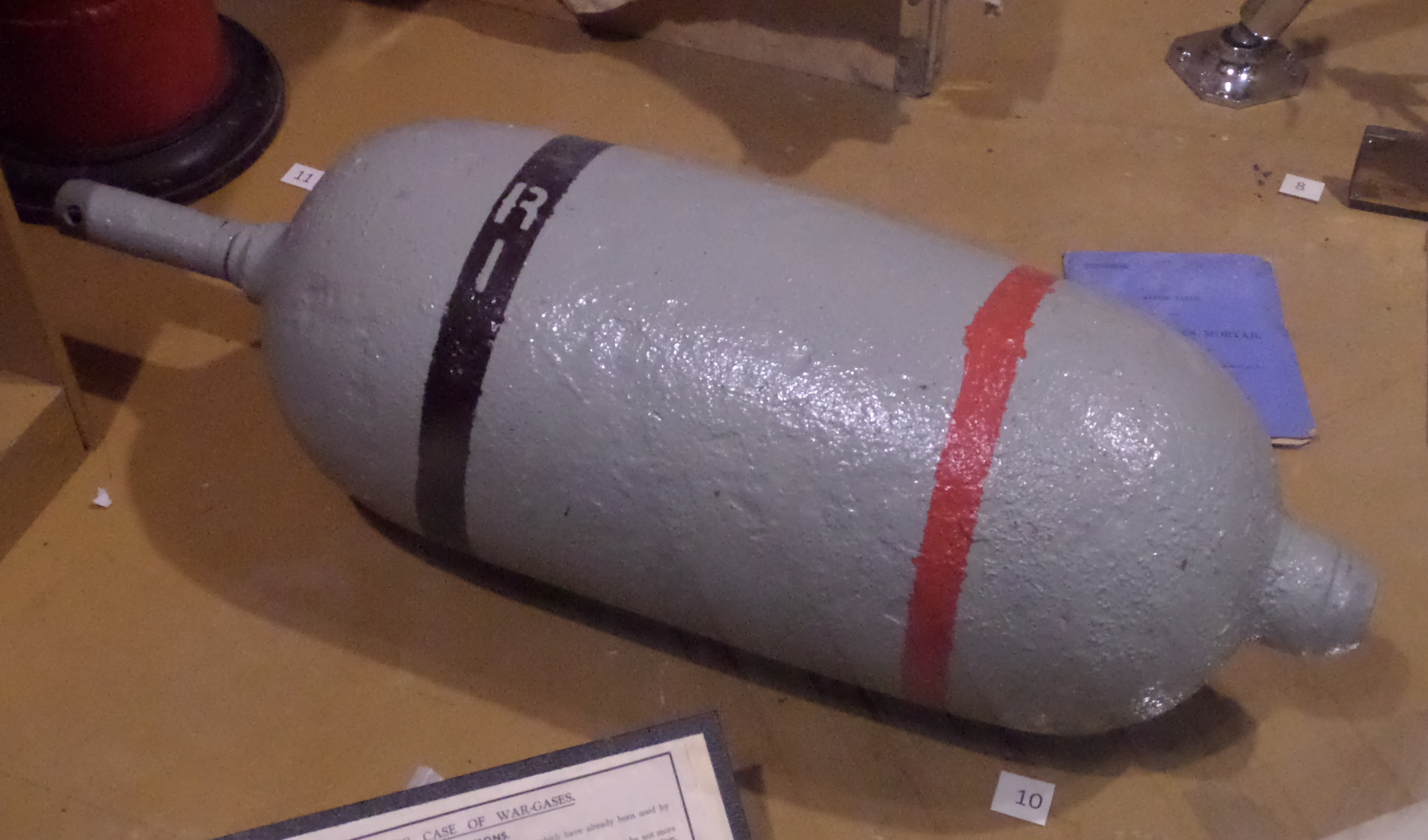
Un proietto restaurato presso il Royal Engineers Museum.

Il lanciabombe Livens fu creato per ottenere un mezzo efficace ma semplice ed economico per lanciare grandi quantità di liquidi su di un obiettivo. Si tratta, infatti, di un semplice tubo, chiuso all'estremità inferiore che viene in parte interrato per mantenerlo in posizione con un alzo di 45 gradi in direzione dell'obiettivo da colpire.
Le caratteristiche dell'arma subirono un'evoluzione durante la guerra. Le prime versioni, improvvisate sul campo, nel luglio del 1916 presso La Boisselle si basavano su di un fusto metallico da 12 pollici (300 mm), mentre il proiettile era una latta d'olio. Il modello per la produzione in serie fu definito nel dicembre del 1916 dopo alcune sperimentazioni, coronate da successo, nel settore della Somme. Era costituito da un tubo d'acciaio da 8 pollici (200 mm) saldato a cannello ossiacetilenico.
Il tubo da 8 pollici (200 mm) divenne lo standard dell'arma e fu utilizzato in gran numero a partire dalla Battaglia del crinale di Vimy dell'aprile 1917, dove 2.000 lanciabombe Livens furono utilizzati contemporaneamente. I tubi di lancio erano forniti in tre lunghezze a seconda della gittata richiesta: 2 ft 9 in (0,84 m) per la gittata inferiore, 3 piedi (0,91 m) per quella media e 4 ft 3 in (1,30 m) per la massima.
Il proiettile era costituito da una bombola cilindrica in acciaio del diametro di 7,6 in (190 mm) lunga 20 in (510 mm) in grado di contenere 30 lb (14 kg) di gas liquefatto e veniva propulso da una carica di lancio innescata elettricamente, che gli consentiva una gittata di circa 1 500 m (1 600 yd). All'impatto con il suolo si innescava una carica esplosiva in grado di rompere l'involucro e disperdere il contenuto liquido.
In base alla situazione tattica prevista poteva essere caricato con olio combustibile ed utilizzato come mezzo incendiario. Occasione per tale impiego fu l'attacco iniziale britannico della Battaglia di Messines nel giugno del 1917 condotto con 1.500 proietti incendiari. I proietti incendiari furono utilizzati di nuovo il 20 settembre 1917 nella battaglia della strada di Menin con 290 lanciabombe utilizzati nel tentativo di presa della trincea dell'aquila ad est di Langemarck difesa da bunker in cemento e nidi di mitragliatrici, il fuoco dei lanciabombe Livens risultò inefficace perché non colpì i bersagli assegnati.
Il lanciabombe Livens veniva posizionato in una stretta trincea scavata all'aperto appena dietro la prima linea, l'installazione avveniva di notte e grazie al camuffamento, riusciva a non essere rilevata dal nemico, tanto che si rinunciò a seppellirli fino alla bocca lasciando solo i primi trenta centimetri nel terreno.
La carica di lancio, contenuta in una scatola di metallo, permetteva la variazione della gittata variando il numero di sacchetti di polvere infume inseriti nella scatola prima del lancio. La scatola di metallo della carica garantiva la tenuta dei gas del propellente grazie al coperchio superiore deformabile, ma l'espulsione della scatola dalla bocca insieme al proietto costringeva all'evacuazione delle posizioni tenute davanti alla linea di tiro per il rischio dovuto alla ricaduta delle scatole metalliche della carica di lancio.
L'estrema semplicità del tubo di lancio e del proiettile, privi di qualsiasi mezzo di stabilizzazione, rendeva il tiro molto aleatorio, infatti solo il 60% dei proietti cadevano nell'area del bersaglio in un arco di 20°.
Date le caratteristiche dell'arma solo posizioni fisse, particolarmente fortificate, immuni all'artiglieria campale, ne giustificavano l'impiego.
Un manuale d'istruzione britannico del 1940 li descrive così:
(War Office, General Staff, The Use Of Gas In The Field, 1940)
I difetti dell'arma erano in parte compensati dalla semplicità, economicità e grande capacità di carico bellico che consentiva, se usati in schiere numerose, di creare improvvisamente una vasta nube di gas in grado di superare le maschere allora in dotazione e ridurre al silenzio anche postazioni ben fortificate.

## Modello tedesco
Il lanciabombe Livens fu la base per un equivalente modello tedesco, denominato Gaswurfminen. Fu utilizzato in massa, 894 tubi di lancio, nell'attacco chimico tedesco alla conca di Plezzo nelle prime ore della battaglia di Caporetto.

## Esemplari conservati
- Molti lanciabombe Livens sono conservati presso il museo Sanctuary Wood Museum Hill 62 Zillebeke, Belgio[32]
- Museo memoriale di Passchendaele a Zonnebeke
- Nel museo "In Flanders Fields Museum" di Ypres